# Західночеський університет у Пльзені
Західночеський університет у Пльзені, Університет західної Богемії у Пльзені (чеськ. Západočeská univerzita v Plzni, англ. University of West Bohemia) — університет в місті Пльзень, Чехія. Заснований в 1991 році, складається з 9 факультетів.